# Kistaraset

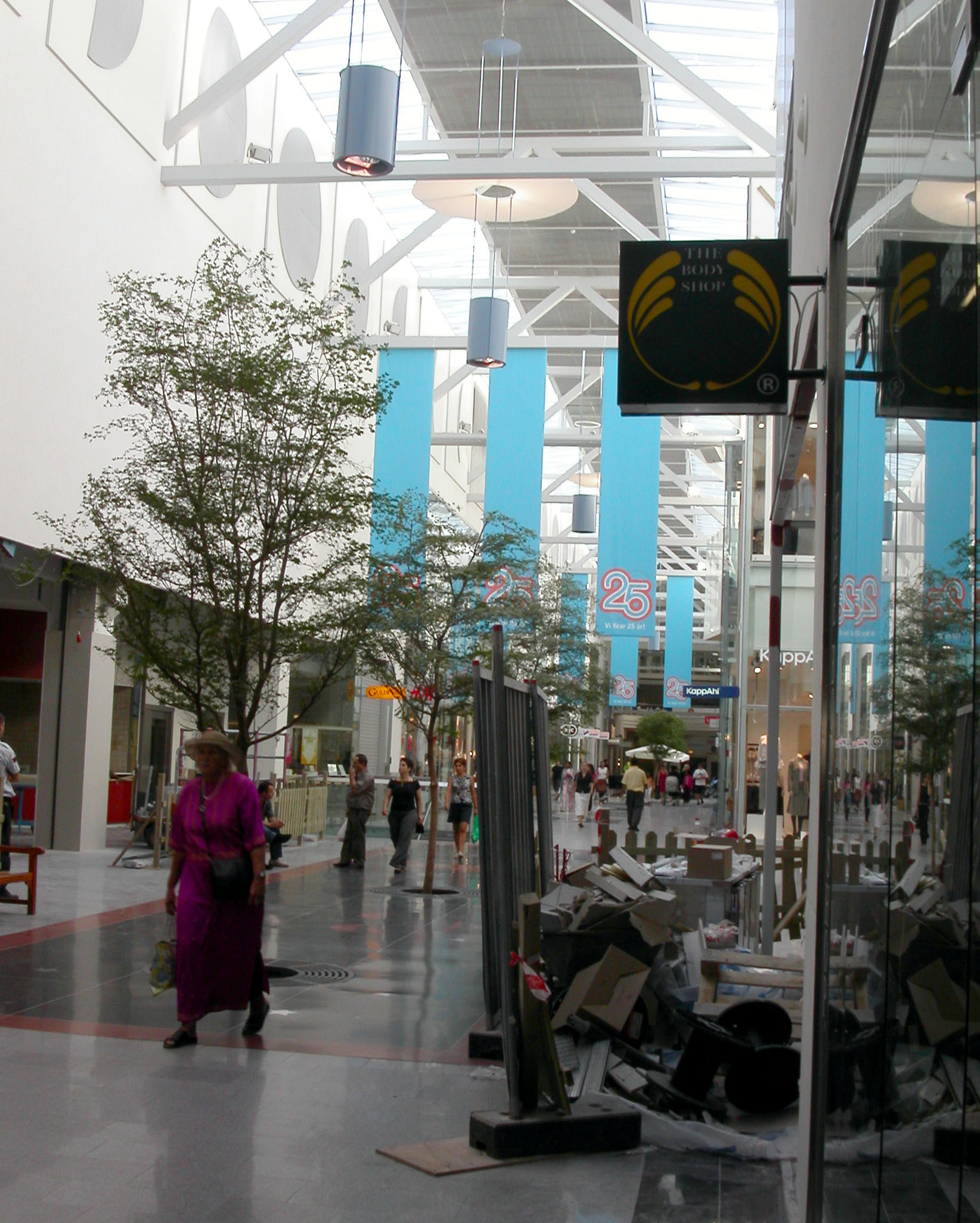
Kista Galleria 2002.

Kistaraset var en arbetsplatsolycka vid Kista Galleria i nordvästra Stockholm som inträffade sommaren 2008, då en person omkom och två skadades svårt.  
Orsaken till olyckan var att en 1,4 meter hög svetsad I-balk (benämnd BI/2000) som skulle bära ett HD/F-bjälklag tillverkades med så tunt liv, och utan livavstyvningar över stöd, att livet under montaget av HD/F-plattorna trycktes ihop och HD/F-plattorna som vilade på balken föll ner. Två montörer följde med plattorna ner, varav en omkom och en skadades svårt. Dessutom förekom trafik nedanför bjälklaget under montaget och det fanns en bil under bjälklaget då det rasade. Bilisten överlevde men fick även han svåra skador.
Rättegången vid Solna tingsrätt, som avslutades i december 2009, var då det enskilt största arbetsmiljömålet i Sverige. Konstruktören som gjort ritningen på balken dömdes till villkorlig dom och böter och företaget vilket konstruktören arbetade för, Cremona Byggkonsult, ålades att betala en företagsbot på 1,5 miljoner kronor. Övriga åtalade, chefer på Cremona Byggkonsult, personal på stålbyggnadsföretaget Ruukki Sverige och personal på projektledningsföretaget Forsen Projekt friades.